# Danmarks U20-damlandslag i handboll
Danmarks U20-damlandslag i handboll representerar Danmarks damer i handboll vid U19-EM och U20-VM.